# Waldemar Blatskauskas
Waldemar Blatskauskas (nacido el 17 de marzo de 1938 en São Paulo, Brasil y muerto el 6 de marzo de 1964) fue un jugador brasileño de baloncesto de ascendencia lituana. Consiguió cinco medallas en competiciones internacionales con Brasil. Murió en un accidente automovilístico, cuando solo contaba 25 años de edad.

## Inicios
Jugó al baloncesto desde los doce años, cuando se unió al Club Regatas de Campinas. Posteriormente, pasó al Tietê y luego al San Carlos, donde se graduó de la Academia de Educación Física local y fue jugador del Club San Carlos. Después, jugó para el Deporte Club XV de Noviembre de Piracicaba.

## Carrera representativa
En 1958, se convirtió en el campeón sudamericano con el equipo nacional, anotando 101 puntos en 7 partidos. En 1959, ganó el campeonato mundial (90 puntos en 9 partidos) y el bronce en los Juegos Panamericanos, donde anotó 54 puntos en 6 partidos). En 1960, ganó la medalla de bronce en los Juegos Olímpicos, donde anotó 61 puntos en 7 partidos. En 1961, se convirtió nuevamente en el campeón sudamericano con el equipo nacional, esta vez anotando 20 puntos en 5 partidos. En 1963, ganó la medalla de plata nuovamente en los Juegos Panamericanos, donde anotó 30 puntos en 5 partidos. En total, jugó 43 partidos con la selección brasileña y anotó 369 puntos.

## Muerte
El 6 de marzo de 1964, conducía su Volkswagen Fusca para encontrarse con su novia, con quién planeaba casarse en breve. Al adelantar en la Vía Anhanguera en São Paulo, chocó contra la parte trasera de una excavadora y luego fue impactado por un camión, falleciendo en el lugar. Está enterrado en el Cementerio de San Francisco Javier en Caju (Río de Janeiro).